# 声がだせない少女は「彼女が優しすぎる」と思っている
『声がだせない少女は「彼女が優しすぎる」と思っている』（こえがだせないしょうじょはかのじょがやさしすぎるとおもっている）は、矢村いちによる日本の漫画作品。『週刊少年チャンピオン』（秋田書店）にて、2020年11号から2024年6号まで連載された。略称は「声カノ」。

## 沿革
作者の矢村がTwitterにて本作を発表。失声症の少女の真白、キツい少女の心崎という正反対な2人を描いた創作漫画で、読者から反響を得た。本作は総閲覧数が4000万を超え、16万いいねを獲得した漫画を第1話として、『週刊少年チャンピオン』2020年11号より連載を開始。2020年7月、同誌33号にて本作とえなこがコラボレートしたグラビアを掲載。
同年8月、「次にくるマンガ大賞 2020」コミックス部門で8位を獲得。同年10月、「WEBマンガ総選挙2020」にて第5位を獲得。

## あらすじ
転校生、真白 音は、過去の出来事から声を出すことができない失声症の少女。真白の隣の席の心崎は、他人の心の声を聞く能力を持っている。この能力のため、他人から距離をおく心崎は、失声症ながらなんとかクラスメイトとコミュニケーションを取ろうとする真白の心の声にほだされ、つい手を貸してしまう。話せない少女と、話さなくても心が分かる少女の出会いは、やがて周囲もゆっくりと変えていくことになる。

## 登場人物
真白 音（ましろ おと）
高校2年生の女子生徒。心崎菊乃とクラスメイト。身長は153センチ、体重は43キロ、血液型はAB型。話すことができない失声症を抱えており、ノートを使って意思疎通を図る。転校してきてから2週間が経ち、クラスメイトは親切にしてくれるが、筆談が面倒でストレスを感じている。人との関わりが難しいのは自分のせいだと思い込んでいる。心崎菊乃に何かと助けられたことから親しくなり、彼女の不器用だが率直な優しさに支えられている。友達が少なかった過去があり、時々不器用な行動をとる。また、心崎菊乃が自分の心の声を聞いているとは気づいていない。方向感覚が非常に悪い。カステラが好きで、ガムが苦手。

心崎 菊乃（ここさき きくの）
真白音と同じ学校で2年生の女子生徒。金色のツインテールが特徴。身長159センチ、体重48キロ、5月5日生まれでA型。失声症の新しい転校生、真白に声をかけ、多くの時間を一緒に過ごしている。一般的に厳しい顔つきで、誤解を受けやすいが、基本的には心の優しい人。真白は彼女を勘のよい人だと思っているが、実は他人の心の声を聞く能力がある。そのため、他人との関わりを避けがちだったが、悪意を持たない真白との素直な交流を大切に思っている。ハンバーガーがお気に入りで、魚のめざしは苦手。学校での遅刻が多く、よく反省文を書かされる。

## 書誌情報
- 矢村いち『声がだせない少女は「彼女が優しすぎる」と思っている』秋田書店〈少年チャンピオンコミックス〉、全13巻
  1. 2020年7月8日発売[1][11]、ISBN 978-4-253-22951-7
  2. 2020年11月6日発売[12]、ISBN 978-4-253-22951-7
  3. 2021年3月8日発売[13]、ISBN 978-4-253-22953-1
  4. 2021年6月8日発売[14]、ISBN 978-4-253-22954-8
  5. 2021年9月8日発売[15]、ISBN 978-4-253-22955-5
  6. 2021年12月8日発売[16]、ISBN 978-4-253-22956-2
  7. 2022年3月8日発売[17]、ISBN 978-4-253-22957-9
  8. 2022年7月7日発売[18]、ISBN 978-4-253-22958-6
  9. 2022年11月8日発売[19]、ISBN 978-4-253-22959-3
  10. 2023年4月7日発売[20]、ISBN 978-4-253-22960-9
  11. 2023年7月6日発売[21]、ISBN 978-4-253-29461-4
  12. 2023年11月8日発売[22]、ISBN 978-4-253-29462-1
  13. 2024年3月7日発売[23]、ISBN 978-4-253-29463-8